# Ericeia rectimargo
Ericeia rectimargo là một loài bướm đêm trong họ Erebidae.